# Sofie Lundgaard
Sofie Lundgaard (22 de mayo de 2002) es una futbolista danesa que juega de centrocampista en el Liverpool en la Women's Super League y anteriormente en la selección nacional de fútbol femenina sub-20 de Dinamarca.

## Carrera
Se mudó en febrero de 2019 al club danés Fortuna Hjørring, después de haber tenido un gran éxito en el club AaB Fodbold de la Kvinde 1. division. Luego fue comprada por el Liverpool, donde firmó un contrato de dos años y medio en enero de 2023.
También participó en el Campeonato Europeo Femenino Sub-17 de la UEFA de 2019 en Bulgaria, donde el equipo no avanzó de la fase de grupos.

### Clubes
| Año       | Equipo           | Partidos | Goles |
| --------- | ---------------- | -------- | ----- |
| 2018-2019 | AaB Fodbold      | 0        | 0     |
| 2019-2023 | Fortuna Hjørring | 77       | 12    |
| 2023-     | Liverpool        | 12       | 0     |

### Selección nacional
| Año       | Categoría | Partidos | Goles |
| --------- | --------- | -------- | ----- |
| 2017-2018 | Sub-16    | 8        | 1     |
| 2018-2019 | Sub-17    | 13       | 6     |
| 2019-2021 | Sub-19    | 8        | 6     |

## Participación internacional
Con el Fortuna Hjørring ha participado en 3 Liga de Campeones Femenina de la UEFA (2019-20, 2020-21, 2022-23).
Con la selección nacional de fútbol femenina ha participado en la Fase Final del Campeonato Europeo Femenino Sub-17 de la UEFA 2018-19 en Bulgaria; como también de la fase de clasificación del Campeonato Europeo Femenino Sub-19 de la UEFA 2020.